# NGC 6156
NGC 6156 é uma galáxia espiral barrada (SBc) localizada na direcção da constelação de Triangulum Australe. Possui uma declinação de -60° 37' 09" e uma ascensão recta de 16 horas, 34 minutos e 52,6 segundos.
A galáxia NGC 6156 foi descoberta em 24 de Abril de 1835 por John Herschel.